# Mollinedia chrysolaena
Mollinedia chrysolaena là một loài thực vật có hoa trong họ Monimiaceae. Loài này được Perkins miêu tả khoa học đầu tiên.